# 순 (단위)
순(旬)은 10일(日)을 가리키는 시간 단위이다.

## 개요
숫자 30은 10으로 나누어떨어지기 때문에 10일이 3번 반복되면 1달(月)을 형성하는 30일이 된다. 이렇게 1달을 구분하는 기간인 "순"(旬) 단위는 초순, 중순, 하순 3가지로 나뉜다. 매달 1일부터 10일까지는 상순(上旬) 또는 초순(初旬), 매달 11일부터 20일까지는 중순(中旬), 매달 21일부터 마지막 날까지는 하순(下旬)을 가리킨다.
초순은 10일, 중순은 10일을 가리키지만 하순은 달마다 다른 편이다. 음력(태음태양력)에서는 하순은 9일(29일까지 있는 경우) 또는 10일(30일까지 있는 경우)까지 있고 양력(그레고리력)에서는 일반적으로 10일(30일까지 있는 경우) 또는 11일(31일까지 있는 경우)까지 있다. 단 양력 2월 하순은 8일(28일까지 있는 경우) 또는 9일(29일까지 있는 경우)까지 있다. 그 외에 10년을 순년(旬年), 10달을 순월(旬月)이라고 부르기도 한다. 나이를 세는 과정에서는 10세를 1순(旬)이라고 표기한다.
순(旬)이라는 개념은 중국 하나라 시대부터 존재했으며 갑골 문자에서도 '순'(旬)이라는 글자가 등장한다. 고대 중국에서는 천간을 사용하여 달이 차고 기우는 주기를 보고 달이라는 시간 단위를 정했고 10일마다 하나의 주기를 형성하는 개념을 '순'(旬)이라고 표현했다. 해외에 거주하는 화교들은 지금도 '순'(旬)을 10일을 가리키는 단위로 사용한다. 일본에서는 매달 5일·10일·15일·20일·25일·30일 또는 마지막 날에 회사에서 임금을 받는 관습인 고토오비(일본어: ごとおび)가 있다.